# Iberština

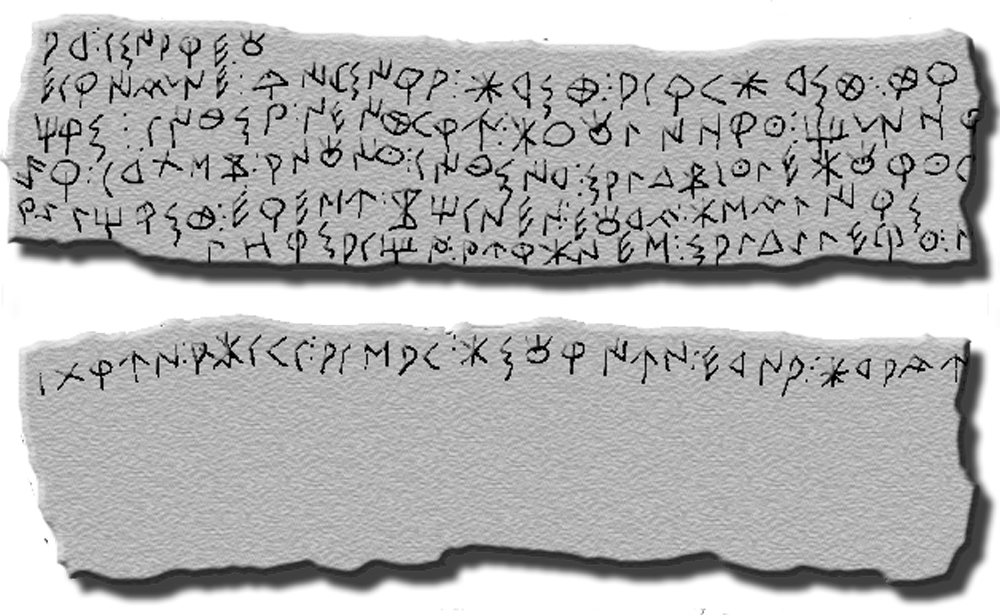
nápisy v iberštině

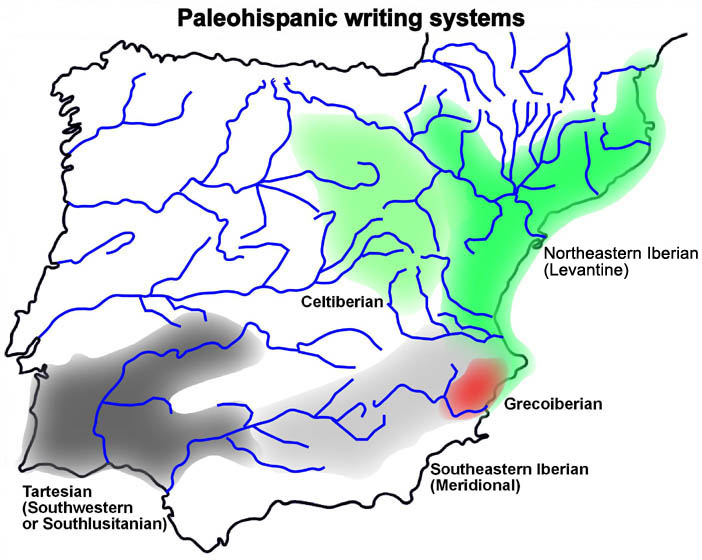
Geografické rozšíření nápisů v paleohispánských písmech. Zeleně, červeně a světle šedě nápisy v iberštině, tmavě šedě v tartesštině.

Iberský jazyk byl jazykem domorodých západoevropských obyvatel, o nichž hovoří řecké a římské písemné zdroje, a kteří žili ve východních a jihovýchodních oblastech Pyrenejského poloostrova v době před stěhováním národů (před rokem 375). Starověcí Iberové, kteří žili v Evropě zřejmě od 7. století před naším letopočtem jsou ovšem stále poměrně záhadnou skupinou. Jejich iberský jazyk, stejně jako všechny ostatní paleohispánské jazyky (kromě baskičtiny) zanikl v 1. až 2. století našeho letopočtu poté, co byl postupně nahrazen latinou v důsledku římského dobytí Pyrenejského poloostrova. Ačkoli se iberštinou přestalo psát v 1. století, podle Menéndeze Pidala mohla v některých oblastech přežít až do období Vizigótů (zhruba do 5. století).
Iberština je neklasifikovaný jazyk: zatímco písmo používané k jejímu napsání bylo rozluštěno, samotný jazyk nikoli. Jisté je, že není ani semitský jako punština, ani indoevropský jako keltské pyrenejské jazyky. Nejblíže má zjevně k baskičtině, například v numerickém systému, který je tak jednou z mála srozumitelných částí iberských textových památek.
Iberské nápisy se nacházejí podél pobřeží Středozemního moře na Pyrenejském poloostrově, sahají až k řece Hérault na jihu Francie. Důležité písemné pozůstatky byly nalezeny v oppidu Ensérune. Za jižní hranici rozšíření iberštiny je považována Porcuna v Jaén (Španělsko), kde byly nalezeny nádherné sochy iberských jezdců. Dále ve vnitrozemí je přesná distribuce iberských jazykových nápisů nejistá. Zdá se, že kultura se do vnitrozemí dostala přes řeku Ebro až do Salduie (Zaragoza), ale ne dále. 
Původ jazyka není znám. Podle tzv. katalánské teorie iberský jazyk pochází ze severního Katalánska, kde jsou doloženy nejstarší iberské nápisy (600 př. n. l.).
Nejstarší iberské nápisy pocházejí z 6. století př. n. l. a nejnovější pocházejí z počátku 1. století. V současnosti je známo více než dva tisíce iberských nápisů. Většinou se jedná o krátké texty na keramice s osobními jmény, které jsou obvykle interpretovány jako vlastnické značky. Mnoho mincí ražených iberskými komunitami během Římské republiky má legendy v iberštině. Nejdelší iberské texty byly vytvořeny na olověných deskách. Nejrozsáhlejší je z Yátova (Valencie) s více než šesti sty znaky.
Iberský jazyk byl zapisován ve třech různých písmech: severovýchodní iberské písmo, jihovýchodní iberské písmo a řecko-iberská abeceda. Severovýchodní iberské písmo je také známé jako iberské písmo, protože je nejčastěji používané (95 % dochovaných textů). Severovýchodní iberské nápisy byly nalezeny hlavně v severovýchodním kvadrantu Pyrenejského poloostrova, na pobřeží od Languedoc-Roussillon po Alicante, ale s hlubokým průnikem do údolí Ebro. Toto písmo je téměř kompletně dešifrováno.